# Diocese de Bareilly
A Diocese de Bareilly (Latim:Dioecesis Bareillensis) é uma diocese localizada no município de Bareli, no estado de Utar Pradexe, pertencente a Arquidiocese de Agra na Índia. Foi fundada em 19 de janeiro de 1989 pelo Papa João Paulo II. Com uma população católica de 7.753 habitantes, sendo 0,1% da população total, possui 57 paróquias com dados de 2018.

## História
Em 19 de janeiro de 1989 o Papa João Paulo II cria a Diocese de Bareilly a partir da Diocese de Lucknow. 

## Lista de bispos
A seguir uma lista de bispos desde a criação da diocese em 1989.
|                    | Nome               | Período            | Notas              |
| Bispos de Bareilly | Bispos de Bareilly | Bispos de Bareilly | Bispos de Bareilly |
| ------------------ | ------------------ | ------------------ | ------------------ |
| 2º                 | Inácio de Souza    | 2014 - atual       |                    |
| 1º                 | António Fernandes  | 1989 - 2014        |                    |